# Elena Andreicheva
Elena Andreicheva é uma produtora e cineasta ucraniana. Ela mudou-se para o Reino Unido aos 11 anos de idade, e mais tarde estudou Física no Imperial College London, graduando-se com um bacharelato e depois um mestrado em Comunicação Científica. Ela trabalhou na produção de filmes para TV a partir de 2006.
Ela é a produtora do documentário de 2019 Learning to Skateboard in a Warzone (If You're a Girl), pelo qual ela e Carol Dysinger ganharam o Óscar de Melhor Documentário de Curta-metragem no 92.º Óscar. A sua roupa do Óscar foi feita de forma sustentável e ela relacionou isso ao seu trabalho de 'lidar com a desigualdade e a injustiça'. Ela falou no Athens Science Festival em 2021 sobre como o documentário pode ajudar as pessoas a entender a ciência e a tecnologia. Ela foi assistente de direcção de Rebecca Marshall no documentário The Forest in Me, filmado na Sibéria, de uma mulher que vive a duas semanas a pé das pessoas mais próximas, praticamente uma reclusa da era Stalin, Agafia Lykova, de setenta anos. Ela também ajudou a verificar os factos do livro de Nick Rosen, How to Live Off-Grid.
Ao ganhar o Óscar, Andreicheva tornou-se na primeira vencedora feminina de origem ucraniana desde que o país conquistou a independência.